# Старорумънски език
Старорумънски език (влашки език) е говоримият език на власите в днешна Румъния от XVI до XVIII век, преди да стане литературен румънски през 60-те години на XIX век. От края на 16 век влашкият език получава книжовна формализация в румънската част на Трансилвания и Влахия и оттогава се превръща в общ книжовен език. Поради значителното влияние на славянските езици върху него в лексиката и граматиката, румънският филолог Александру Чихак го смята за креолски език.
Старият румънски, а след това и румънският език до 60-те години на XIX век използват азбука, базирана на старославянската кирилица (влашко-молдовско писмо).